# 深夜放送
深夜放送（しんやほうそう）は、深夜から早朝の時間帯（0時 - 5時頃）における放送のこと。一般的にラジオ放送および、その枠内におけるラジオ番組全体を指す。
この項では、ラジオ放送における終日放送体制（ブランケット・カバレッジ）の構築についても扱う。

## 日本の深夜放送

### 歴史
日本では当初、民放AM局が深夜放送の人気の中心となった。AM放送は電離層の関係で夜になると受信範囲が広がる特性があった。
日本放送協会（NHK）のラジオ放送は1990年に深夜放送を開始した。

#### 草創期
日本における深夜放送は、民間放送の開局と同時に始まった。1952年4月1日にラジオ東京（TBSラジオの前身）が占領軍の軍人とその家族をターゲットとして放送を開始した『イングリッシュ・アワー』がその嚆矢とされる。同月6日には文化放送が深夜1時から日本語アナウンスでの紹介による洋楽番組『S盤アワー』を開始している。
1959年の皇太子ご成婚や1964年の東京オリンピックを境に新興メディアであるテレビが台頭してくると、ラジオ各局は生き残りをかけて若者向けの深夜番組の放送に力を入れるようになった。1959年10月10日より、ニッポン放送では子会社「株式会社深夜放送」（フジサンケイエージェンシーの前身）が深夜から早朝の従来放送休止にあてていた枠を利用して、のちに『オールナイトニッポン』の前身となるディスクジョッキー（DJ）による音楽番組『オールナイトジョッキー』の放送を開始した。日本の放送史上初の24時間放送の実現でもあった。その後、ラジオ関東（アール・エフ・ラジオ日本の前身）も深夜放送に参入した。
なお、この当時、終夜放送を行っていたのはニッポン放送（株式会社深夜放送）のみで、それ以外のいずれの局も、遅くとも3時頃には放送を終了していた。また、これらの番組は「大人」が対象であり、のちの若者を主要対象とする時代と編成方針が大きく異なった。

#### 民放ラジオ「復活」
日本では、テレビ放送の開始とラジオの小型化（トランジスタラジオ）が、ライフスタイルと各放送波の関わりを大きく変えた。具体的には、テレビ放送は茶の間で、ラジオ放送は各自の部屋か仕事場で楽しむものとして定着しつつあった。その反面、当時、ラジオだけを所有する人はラジオ受信料を支払う義務があったため、テレビ受信契約を結んだ上でテレビ・ラジオを所有するか、テレビもラジオも持たないかで消費傾向が分かれ、ラジオ受信契約数はテレビの普及にともなって減少した。これと比例するように、民間ラジオ放送局の業績に、一定の伸び悩みが生じた（ラジオ離れ#1960年代も参照）。これを打開するために各局が新機軸として打ち出した2大編成がワイド番組と深夜放送だった。

#### 「深夜放送」黄金時代
それまで働く大人たちの時間帯で、放送を休止するラジオ局もあった深夜・早朝帯が「若者の解放区」と化し、若者たちに大きな影響を与えるようになったのは「昭和」という時代性である。戦後復興を旗印に経済の再建を急いだ日本は、朝鮮特需という追い風を受けて高度経済成長の波に乗り、池田勇人首相による「所得倍増計画」や東京オリンピック特需で、日本は1968年にGNPで世界第2位に躍り出る驚異的な経済成長を遂げた。しかしその反動で環境破壊や公害が社会問題化し、60年安保に象徴されるように、戦前・戦中の価値観とそれを否定する戦後生まれの価値観が激しくぶつかり、それは学園紛争という形で噴き出し、世の中を騒然とさせた。戦後世代の主導する価値観は「和」と「洋」を大胆に折衷させた新しい文化芸術やファッション、生活様式を生み出した。折しも、労働者や学生などの都市住民を中心に早朝まで起きている「深夜族」が増加し、放送に対する需要は高まっていた。まだテレビは一人に一台という時代ではない。特に受験戦争の激化で若者が深夜まで勉強をするようになり、トランジスタラジオの普及も追い風になり、勉強部屋にある唯一の娯楽であるラジオから流れる深夜放送に多くの若者が耳を傾け、大きな支持を受けるようになった。若者はテレビでは知ることのできない新しい音楽などのカルチャーに触れた。『オールナイトニッポン』のパーソナリティも務めた伊藤政則は「ラジオは僕に未知の世界を垣間見せてくれた。家族が寝静まった真夜中が、僕にとっては、まさに解放区だった…そして1970年に創刊された雑誌『深夜放送ファン』は、いつしか、僕の教科書になった」などと述べている。初期の深夜放送の特徴的なプログラムとしてリスナーからラジオパーソナリティへの性への悩み相談等があった。今日では有り得ないが、1970年前後の深夜放送は街にたむろするアングラ族や、デモ隊にインタビューすることもあった。深夜放送が若者の欠かせないツールとなった理由として"エアチェック"がある。当時の音楽ファン、若い世代にとっては誰もが経験したルーチンだった。武本宏一とともに『パックインミュージック』を立ち上げた同番組初代ディレクターで、1982年当時はTBSのラジオ編成部副部長だった熊沢敦は、同年9月13日号のTBSの社報で「『パックインミュージック』をスタートさせて間もなく、深夜放送ブームがやって来た」と述べていることから、深夜放送ブームは1967年後半から1968年に入ってからと見られる。深夜放送ブームのピークは70年安保やよど号ハイジャック事件で世の中が騒然とした1970年頃といわれる。当時は各番組に数千通の投書が届いた。
1965年、文化放送は初の若者向け深夜ラジオ番組として『真夜中のリクエストコーナー』を土居まさるのDJでスタートさせた。この成功に刺激される形で、1966年にはラジオ関東が『オールナイトパートナー』（6月10日開始 同局はこれで終夜放送達成）、朝日放送が『ABCヤングリクエスト』（4月開始 - 1986年10月まで放送）、ラジオ大阪が『オーサカ・オールナイト 夜明けまでご一緒に!』（12月開始 - 1968年10月まで放送）を開始するなど、各放送局が相次いで深夜放送を開始した。翌年の1967年には『パックインミュージック』（TBSラジオ）、『オールナイトニッポン』（ニッポン放送）、『MBSヤングタウン』（MBSラジオ）が放送開始した。1967年度のラジオ広告費は前年度より15.4パーセントの大幅な増額となり、その後も上昇した。
1968年4月にはNHKのラジオ受信料が廃止されて、ラジオを所持するためのコストが大幅に下がり、若者を中心に個人でのラジオ所有が爆発的に広まっていった。その1968年には『ミッドナイト東海』（東海ラジオ）がスタートし、1969年には文化放送が『セイ!ヤング』を放送開始した。
また、ラジオネットワークの整備により、地方局でも地元で東京発の深夜放送の聴取が可能となった。多くの地方局では、1時 - 5時帯に『オールナイトニッポン』『パックインミュージック』のいずれかをネットし、その直前となる21時ないし23時 - 翌日1時帯に自社製作の番組を編成して、若者向けの総合的な編成枠とした。この例に『アタックヤング』（STVラジオ 1970年開始）・『ジャンボリクエストAMO』（東北放送 1969年開始）等が知られる。AM放送の中波は深夜帯において広い範囲で届く（電離層反射の影響）ことから、これら地方発の番組や、ネットされていないキー局の番組でも、多くの地域でリスナーが存在し、全国区の人気獲得に至った。1970年前後当時、ラジオの深夜放送ファンのことを『みみずく族』と呼んでいたことがあった。
このように若者向けの番組が人気を博する一方で、深夜3時以降の時間帯に、長距離トラック運転手向けの番組が登場する。1968年スタートの『日野ミッドナイトグラフィティ 走れ!歌謡曲』（文化放送）が先駆けとなり、1974年にはTBSラジオが『いすゞ歌うヘッドライト〜コックピットのあなたへ〜』をスタートさせ、早朝に近い時間帯で激しい聴取率獲得競争を演じた。『週刊サンケイ』は1969年8月18日号で、「これが正体!深夜族の恋人ー女性ディスク・ジョッキー」と題するグラビアで特集を組み、冒頭の解説に「ラジオ人気が復活した。深夜放送の声の恋人、女性ディスク・ジョッキーのセクシーなナレーションが原因。（中略）よく聞くとモーレツにエッチな話。ネグリジェ姿でベッドイン、耳元でやさしく囁きながら愛撫してくれるような錯覚をおこさせる（中略）その甘い声に、さぞかし…とオトコどもの妄想をかりたてている」などと、女性ディスク・ジョッキーを紹介している。ポーズ写真付きで紹介されているのは、『走れ!歌謡曲』の落合恵子、成田あつ子と『パックインミュージック』の麻生雅子、藤田恒美、遠藤泰子、二村義子の6人だが、テレビで「女子アナ」ブームが来るのは、10年以上後のため、ラジオの世界で「女子アナ」ブームのような現象がこの段階で既にあったことは特筆すべき事例といえる。
吉田拓郎を筆頭にフォーク/ニューミュージック系のシンガーソングライターたちは、体制側の電波に乗せて歌うのは自分たちの主義に合わないと、当時最も大きな影響力を持っていたテレビ（出演）を拒否した。彼らはテレビ・ラジオ・有線放送、ジュークボックスなどを総動員する体制側のプロモーションを嫌がり、明治の演歌師が自由民権を鼓吹したように、少数のファンを相手に辻説法をやるようなプロモーションを選んだ。彼らにとっても深夜放送は、プロモーション活動の一環として、欠かすことの出来ないものになったのである。ファンやリスナーにとっても、ライブや活字メディアでしか見ることの出来ない大ファンのアーティスト生の声や日常、テレビではまず聴くことのできない曲が聴ける等の理由で、ラジオに噛り付いた。これは、ますます巨大メディア化するテレビに対して、若者のパーソナルメディアとしての存在に生き残りをかけていたラジオと、テレビを出演拒否することである種のステータスを維持しようと考えたフォーク系シンガーソングライターの利害関係が、深夜の時間帯に於いて一致した結果であった。深夜放送を臆面もなく「若者の解放区」と呼ぶことで、ラジオ局とフォーク系シンガーソングライターは、商業的にも大きな可能性を秘めた市場の開拓に成功した。不特定多数に向けて発信される電波媒体の中に、特定少数によって構成された世界を現出させた。テレビを拒否するフォーク系シンガーソングライターは、従来の芸能界からどれだけ距離を置いているかということが、自分たちの存在をアピールする重要な要素と考えていたため、これが自己のキャラクターを際立たせる一つのエレメントになった。亀渕昭信は「深夜放送ブームと並行しまして、ちょうどフォークソングも全盛期を迎えました。吉田拓郎さん、南こうせつさん、さだまさしさん、松山千春さんといった、非常にしゃべりのうまい方をラジオのパーソナリティに起用したんですね。深夜放送ブームが去ってからも彼らの力によってラジオ番組は生き延びていったと言えるでしょう」と述べている。『パックインミュージック』のディレクター・加藤茂樹は「北山修君を皮切りに、名立たるフォーク歌手やタレント達が深夜放送のDJやパーソナリティとして続々登場したのですが、彼らの多くは次第に自分の番組を、自分の新曲やイベントをプロモーションする宣伝の場にしてしまいました。僕はそれが深夜放送の衰退をもたらした大きな理由の一つだと考えています」と述べている。
このように深夜放送の大きな功績として、ディスクジョッキー（DJ）/ラジオパーソナリティ自身が深夜放送を足場に人気を博すケースや、パーソナリティの紹介が世に出る切っ掛けとなったタレント、アーティスト、パーソナリティが紹介した楽曲にリスナーからのリクエストが殺到し、これを切っ掛けに大ヒットに至ったケースも多い。林美雄が『パックインミュージック』で荒井由実を猛プッシュした逸話はよく知られ、1960年代後半に大きなムーブメントとなった関西フォークを、関西・近畿地区のラジオ局が盛んにオンエアーし、高石ともやの「受験生ブルースや、ザ・フォーク・クルセダーズの「帰って来たヨッパライ」などが大ヒットする切っ掛けを作った。1970年代に入るとかぐや姫「神田川」、GARO「学生街の喫茶店」、グレープ「精霊流し」、ふきのとう「白い冬」、南佳孝「モンロー・ウォーク」、佐野元春「アンジェリーナ」などがラジオを切っ掛けとして大ヒットした。また山本コウタローと吉田真由美（事実婚）や、吉田拓郎と浅田美代子、森下愛子、長渕剛と石野真子も深夜放送で知り合って結婚している。秋吉久美子と高橋洋子は、吉田拓郎の『パックインミュージック』を1972年の同じ日に聴き、拓郎から『旅の重さ』のヒロイン募集の告知を聞いて、オーディションに参加し、芸能界入りした。1980年代に入って言い始めたとされる"ハガキ職人"と呼ばれる人たちの中から芸能界に進んだ者も多い。
落合恵子の『セイ!ヤング』最後の放送となった1978年3月28日付の読売新聞夕刊に以下の記事が載る。「深夜のアイドル"レモンちゃん"の引退ーこれで彼女が作った深夜放送の第二次黄金期も幕を閉じて次の新しい時代に移っていく（中略、落合の話）昭和40年（1965年）に始まった深夜放送ブームの中で彼女が『セイ!ヤング』に登場したのが昭和46年（1971年）10月（中略）ところで深夜放送は落合の引退でメンバー一新。『セイ!ヤング』は長谷川きよし、吉田拓郎といった顔ぶれに。当時はアングラだったイメージがいまやメジャー番組となり、ヤングが聴くのは常識。当時はウン万円だった落合の月収もいまや推定年収ウン千万円。レモン色からバラ色?へ」などと書かれている。
AM深夜放送隆盛の結果、1978年8月の時点で、全国で30社が終夜放送を行うようになった。
短波放送ではラジオたんぱ（ラジオNIKKEIの前身）が、1980年代に深夜の報道番組として『ニュース・オールナイト』を放送していた。
深夜放送黄金時代のパーソナリティは、1960年代後半から局アナやディレクターの時代から、1970年代に入るとフォークシンガーらミュージシャン、お笑い芸人が取って代わり、1980年はこれにアイドルが加わり、勢力図は時代により変化はあるが、概ねこの状況で今日に至っている、リスナーからの投稿は、ハガキや電話からSNSなどに形は変われど今日も続くが、お笑い芸人の場合は、フリートークとハガキ職人による投書を柱にした構成となっている。山本コウタローは「深夜放送からスターが育って行った時代（若者たちに育てられた時代）から、スターが深夜放送を担当するようになって何かが変質したと思います。秘め事はスポットライトを浴び、深夜の闇は煌々とした灯りにさらされました。のびやかな広場の怪しさは消え、みんなが（もちろん大人も）知っている深夜放送となりました。経済発展、情報量の激変、メディア機器の進展など、色々なものがその背景にあると思います」などと論じている。

#### FMの登場・深夜編成の多様化
FMラジオにおいては、1967年に当時大学の実験局だったFM東海において放送を開始した『JET STREAM』が深夜放送の先駆けとされる。『JET STREAM』は初代DJ城達也の静かな語り口等もあって絶大な人気を博し、FM東海が民放・FM東京となった後も現在まで続く長寿番組となった。1972年、民放FM4社の調査では、FMで最も聴かれている時間帯は「21時から0時」だった。また、女性の聴取者の割合が高かった。
なお、AM放送と異なり、夜間の遠距離受信に適さない（FM放送に使われる超短波は電離層反射がほとんど起こらない）ことや、放送技術の未成熟（番組のやりとりが長らくテープネットに限られ、生放送の全国ネットができなかった）などから、大都市圏ローカルを除く独自の人気深夜放送の登場は次に述べる条件の整った1980年代以降を待たなければならなかった。
FM情報誌の隆盛、1981年のジャパンエフエムネットワーク（JFN）発足、1982年のFM愛媛開局を皮切りとした地方FM局の開局ラッシュなどによって、FM深夜番組の需給環境が整った。1984年にエフエム沖縄が前身のAM局極東放送から放送波転換で引き継いだ自社制作番組『メロディー・フェア』（後に『FMルート58』に改題）によって、日本のFM局で初の連日終夜放送を実施（その後自社制作番組を終了し一時期終夜放送を休止したがJFNラインネットで終夜放送を再開した）。同年JFNはBラインネットで『FMナイトストリート』の放送を開始。1988年には同番組が終了時間を延長。また同年に開局したJ-WAVEが開局当初から終夜放送を実施したことに刺激される形で、1989年にはFM東京が『スーパーFMマガジン』をスタートさせ終夜放送を開始。1990年代以降、FM局でも終夜放送が普及することとなった。
一方、AMでは、1980年代の日曜深夜（放送休止直前の26:00まで）はアイドルラジオ（女性アイドルがトークをする番組）が多かった。90年代半ば頃からは、文化放送・東海ラジオ・ラジオ大阪・ラジオ関西の深夜帯を中心にいわゆるアニラジが編成されるようになった。

#### NHKラジオの参入
NHKワールド・ラジオ日本は、ラジオ第1の終夜放送化以前から24時間放送を行っていた。
国内波のNHKラジオは、長いあいだ「0:00放送終了・5:00（FMは6:00）放送開始」の編成を続け、報道特別番組の場合以外は深夜放送とは全く無縁であったが、昭和天皇の危篤状態に際しての24時間特別報道体制をきっかけに、放送時間の延長や特別番組による実験を経て、1990年、『ラジオ深夜便』で本格的な深夜放送へ参入した。
『ラジオ深夜便』は、長らく民間放送が想定してこなかった中高年層に向けて制作された。当初は臨時編成であり、1995年から定時放送となった。
『ラジオ深夜便』を拡充する形で、NHKラジオ第1放送は1992年に、NHK-FMは1998年に放送の24時間化が行われた。曜日に関わらずいずれかの局で終夜放送が行われ、迅速な災害報道に役立てられている。
中高年層を想定した『ラジオ深夜便』の人気を受け、1990年代以降、民放でも『オールナイトニッポンエバーグリーン』（ニッポン放送）など、中高年層を意識した編成を行う例が増加した。

#### 深夜放送撤退の動き
21世紀突入と相前後して、世界的な不況、多メディア化による広告収入の減少等から、放送業界ではテレビも含めて経費削減の動きが広がり、NHKのような災害対策基本法に基づく放送の義務を負わない民放では、終夜放送の廃止、あるいは深夜の自社制作取り止めの動きが広がった。
- ぎふチャンでは1998年に終夜放送を開始するも、本社移転等で経費がかさみ、10年で取り止めとなった（2007年春季改編で日曜深夜以外は終夜放送を停止。2008年夏季改編で日曜深夜も終夜放送を停止し、『ぎふチャン ダイナミックナイター』の延長で放送時間がずれた場合を除き、原則毎日 1:00 - 5:30（現在は0:00 - 6:00）に停波となった。ただし、テレビは終夜放送を行っている）。2021年4月改編現在、東海3県の民放ラジオ局で唯一かつ全国の民放AM局で連日終夜放送を行なっていないのは当局のみである。
- ABCラジオは『ABCヤングリクエスト』以来の深夜自社制作番組を2009年7月以降、金曜のみとし、ネット番組の放送に切り替えたが、2014年4月より『よなよな…』を開始。東海ラジオも『ミッドナイト東海』以来続いていた自社制作枠を2012年10月以降、金曜のみに縮小した。
- SBCラジオ・BSNラジオは2009年4月以後『オールナイトニッポン』終了後の3:00 - 4:00に、放送休止時間に設定。この時間帯のネット受けを取り止めた（SBCは1時間完全に停波。BSNは名目上は休止としながら、フィラー「深夜音楽」を番組扱いとして放送していた）。その後SBCは2009年10月度から、BSNは2013年5月から、それぞれネット受けによる終夜放送を再開している。また静岡放送も、2009年4月度から土曜日深夜 - 日曜未明にかけての限り、3:00 - 4:00の放送休止を設定していたが、2010年度に土曜日の終日放送を再開した。
- 2013年3月に終了した『あなたへモーニングコール』に関して、キー局のTBSラジオは土曜深夜（日曜早朝）に限り後番組を設定せず、フィラー音楽を流す時間とした（単発番組放送の場合あり）。このためネット局は対応に追われ、民放AMラジオ局1局のみの大半の地域ではこれまで4:00で飛び降りとなった『オールナイトニッポンR』を5:00まで完全フルネットで放送したり、HBCラジオのように自社制作番組の録音番組の再放送で穴埋めすることにより終夜放送を維持しているが、山陰放送・琉球放送のように放送休止時間を設定する局もあった。
- FM FUKUOKAは長らく月曜未明の休止開始時間を1:00としていたが、2009年以降、0:00に設定。CROSS FMと共に福岡の民放ラジオ局では最も早く日曜の放送を終了することとなった。また、JFN加盟局ではエフエム山口と共に日曜深夜の放送休止時間がもっとも長い（5時間）。
- エフエム富士は開局当初から00年代半ばまでは終夜放送だった。現在では、大晦日を除き、終夜放送は行なわない。放送終了は、2022年1月より平日は26:00、土曜は26:15、日曜は24:35である。放送開始はいずれも5:00からである。日本で一番早く平日の基本放送を終了するFM局である。
- α-STATIONでは長らく放送終了時刻を月曜未明 0:00としていたが、2020年4月より日曜 23:00としている[注 6]。2021年4月からは、日曜は従来通りも月曜 - 土曜は26:00に終了し翌日の5:00まで放送を休止することになった。近畿地方の民放ラジオ局では唯一、連日終夜放送を行わない局となった。ラジオNIKKEIを除けば、日本で一番早く日曜の基本放送を終了する局であり[注 7]、土曜も一番早く基本放送を終了するFM局である。
- ラジオNIKKEIは一時期、第1放送で準終夜放送（前述）を行った事があったが、その後は深夜放送を縮小。2000年代には23:00以後（時期により平日は22:30以後、週末は21:00以後）の放送を止めていた事があった。2011年4月以後、連日 24:00までの放送を再開（当初平日のみ。土・日は同年10月以後）しているが、土曜日・日曜日の21:00以後は過去の放送のアーカイブ番組であった。しかし、2020年1月から土曜日は19:55、日曜日は21:00で放送を終了し、2020年7月からはさらに繰り上げ、土日とも19:00で終了しているが、2021年より4月から10月までは『NR・サプリメントアドバイザー講座』放送のため土曜日のみ放送終了を19:30に繰り下げている。
- エフエム愛媛はJFN系列局では唯一連日終夜放送を行っていないが2021年4月から、月曜 - 木曜は1時間早めて26:00に終了する。これに伴い『ON THE PLANET』のネット受けを同年3月に終了した一方で、放送基点が土曜・日曜に限り5:00に繰り上がったため、金曜深夜から土曜早朝に限りではあるが開局以来初の終夜放送を実施した。
- ラジオ沖縄でも2021年3月29日より『オールナイトニッポン0（ZERO）』・『上柳昌彦 あさぼらけ』のネット受けを開始。こちらは開局以来初の連日終夜放送を実施することになった。なお、土曜深夜と日曜深夜は従来通り放送休止を設けている。
- RBCiラジオは2022年3月28日より『RBCミュージックセレクション』の放送開始に伴い、開局以来初の日曜深夜を含めた連日完全終夜放送を実施。
- MBCラジオは2023年6月4日より従来の放送休止枠を『ミッドナイトミュージック』と改称、日曜深夜を含めた連日完全終夜放送を実施。

#### 『オールナイトニッポン0（ZERO）』のネット局拡大
2020年春改編以降、火ー土曜に放送されている『オールナイトニッポン0（ZERO）』のネットを開始する地方局が急増した。
- 『オールナイトニッポン0』のネット局・・・2019年10月：11局 → 2020年4月：12局 → 2020年10月：14局 → 2021年4月：19局 → 2021年10月：22局 → 2022年4月：27局 → 2022年10月：31局

### 編成の実情

#### 日曜日に終夜放送を行う例
多くのラジオ局では、放送設備の保守・メンテナンスの必要から、月曜日の未明から早朝にかけて（番組表上の「日曜深夜」）に放送休止の時間帯を設けるが、この時間帯に休止せずに深夜放送を編成した事例がある。
- かつての日曜日の終夜放送は恐らくFEN（現在のAFN）しかなかった。
- NHKやイギリスの大部分のラジオ局では完全24時間放送の編成を行っており、設備保守で放送休止するのはまれである。
  - NHKラジオは放送設備の点検・整備の際、原則放送休止をせず、予備放送機を使った減力放送を行っている（各局任意で年数回程度放送休止する）。
  - 2024年9月現在、日本でNHKラジオ第1・FM以外に完全24時間放送を実施しているのは、AM局では北海道放送・ラジオ関西・MBCラジオ、FM局ではFM NORTH WAVE・ZIP-FM・エフエム香川のみである（但し1ヶ月に一回ほどメンテナンスによる休止がある）。
  - なお、番組表の上で放送休止としているが、実際には月曜 5:00の放送開始まで音楽を流す例がある。
    - 近畿広域圏のMBSラジオは日曜深夜の放送終了後 - 翌日放送開始の約3時間、イージーリスニング主体のフィラー音楽が流れている。
    - 南日本放送は1998年頃から終夜放送を行っていたが、現在は1時間ほどのブランクがあるものの、フィラー音楽が流れている。
- ベイエフエムで2019年3月まで放送していた『NEO STREAM NIGHT』は、日曜深夜では珍しい生放送である（不定期で機器メンテナンスのため休止あり）。
- ニッポン放送及び一部のNRN系列局で12月24日から12月25日にかけて放送されているラジオ・チャリティー・ミュージックソンの放送日となる12月24日が日曜日にあたる場合は放送休止をしない。
- 12月31日（大晦日）が日曜日にあたる場合、カレンダー上24時以降は1月1日であることから特別番組を編成するため放送休止を実施しない局が多い。
- また、上記事例以外にも特別番組放送のため聴取率調査期間を中心に放送休止を取りやめる放送局もある。

## 韓国の深夜放送
韓国では1950年代から1960年代にかけて米軍のAFKNの深夜放送が若い世代に大きな影響を与えたといわれている。特に『East of Midnight』（午前0時5分からの3時間番組）はアメリカの音楽を広めるとともに、ラジオの音楽番組の典型的モデルとなった。